# Мерцалов, Иван Антонович
Иван Антонович Мерцалов (? — 1853) — один из основоположников отечественной зоотехнической науки Украины, селекционер, создатель новой породы овец Русская инфандо.

## Биография
Родителями Иоанна были майор Антон Лаврентьевич и Вера Назаровна Мерцалова, у него также была сестра Анна. Его родителям принадлежало село Панковка, где они и проживали.
Служил в кавалерии, вышел в отставку в чине поручика.
Остаток своей жизни посвятил сельскому хозяйству. По словам современников, И. А. Мерцалов был «тонким знатоком тонкорунного овцеводства» и «вполне может быть назван отцом тонкорунного овцеводства восточной Украины».
Его считали одним из основоположников отечественной зоотехнической науки на Украине. Уже после его смерти в типографии Харьковского университета были опубликованы «Записки о разведения, содержания и улучшения испанских овец …» «Записки о сортировке испанских овец и качества производимой ими шерсти».

## Русская инфандо
Иван Антонович создал новую украинскую тонкорунную породу «Русская инфандо», отвечавшую условиям климата и требованиям шерстяного рынка. Мерцаловские овцы весили 50-60 килограммов, давали в среднем по 5 килограммов шерсти и отличались выносливостью, легко переносили морозы. Сам Мерцалов писал: «…по суровости климата, многочисленности стад и пространства наших степей, со временем эти овцы должны получить в нашей родине новый вид тонкорунные российские». Своему любимому делу Иван Антонович посвятил 27 лет жизни.

## Научные труды
- «Записки о разведения, содержания и улучшения испанских овец …». Харьков, 1860.
- «Записки о сортировке испанских овец и качества производимой ими шерсти». Харьков 1865